# Агапантус
Агапантус (Agapánthus) — рід багаторічних трав родини Агапантові (Agapanthaceae). Назва походить від грецького αγάπη (агапе) — «любов», άνθος (Anthos) — «квітка».
Види роду мають походження з півдня Африки від Капської області до Лімпопо. Деякі види агапантусів називають ліліями Нілу, або африканськими ліліями.

Багато гібридів і культурних сортів нині акліматизовано в усьому світі.